# Tau gallicum

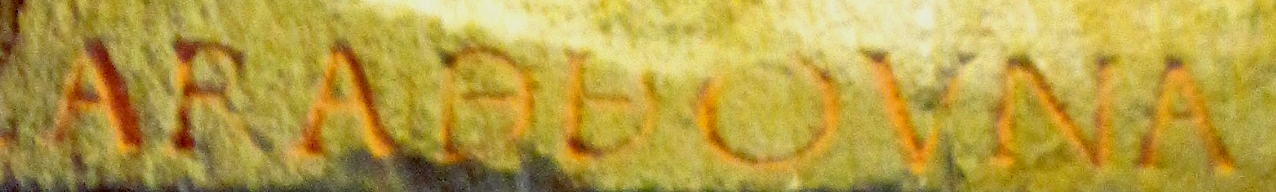
El nombre ARAꟇꟇOVNA en una tumba gala.

Tau gallicum ( ) era una letra que se utilizó para escribir el idioma galo. Aparecía como una D con la barra horizontal de la letra griega Θ.  Probablemente representaba el sonido [ts] o [st]. 

## Nombre
La frase latina "tau gallicum" significa literalmente "tau gala". La única mención conocida de la carta se encuentra en Catalepton, un conjunto de epigramas atribuidos a Virgilio y recopilados después de su muerte en el Apéndice Vergiliana . El segundo epigrama contiene el siguiente texto:

Corinthiorum amator iste uerborum,

iste iste rhetor, namque quatenus totus

Thucydides, tyrannus Atticae febris:

tau Gallicum, min et sphin ut male illisit,

ita omnia ista uerba miscuit fratri.
Virgilio, Catalepton II

Sin embargo, no se sabe si el sonido descrito por Virgilio es el mismo para el que se usa actualmente el término.

## Letra
Después de usar el alfabeto griego, los galos adoptaron el alfabeto latino para transcribir su idioma. Sin embargo, conservan algunas letras del alfabeto anterior para notar sonidos desconocidos en el segundo. Se dice que la tau gallicum se inspiró en la letra griega Θ (theta). Su ortografía es muy variable: se encuentra entre otras una D tachada, parecida a Đ pero donde la barra horizontal cruza completamente la letra, así como una forma similar a la et minúscula ð. El carácter luego evoluciona a una S doble o simple tachada, ss, y después a una o dos S.
La letra se puede encontrar en la inicial del nombre de la diosa celta Sirona, cuyo nombre se escribe como: Sirona, Ꟈirona o Thirona, destacando la dificultad de representar el sonido inicial con el alfabeto latino.
La letra también está presente en el plomo de Chamalières, una tablilla de plomo descubierta en 1971 en Chamalières y escrita en idioma galo con letras cursivas latinas: snIeꟈꟈdic, aꟈꟈedillI.

## Pronunciación
Se desconoce el valor exacto del sonido transcrito por la tau gala. Se supone que representaba al grupo de consonantes africadas dentales / t͡s /, intercambiable con / s͡t / en la posición inicial.